# Sheriff Court

Royal Coat of Arms of the United Kingdom (Government in Scotland)

Sheriff Courts sind in Schottland die untere Instanz der ordentlichen Gerichtsbarkeit in Straf- und Zivilsachen.

## Geschichte und Organisation
Die Sheriff Courts sind vergleichbar den deutschen Amtsgerichten. Ihnen übergeordnet als Berufungsinstanz ist der Sheriff Appeal Court sowie der Court of Session, das oberste Zivilgericht, und der High Court of Justiciary, das oberste Strafgericht Schottlands. Für einfach gelagerte Fälle des Strafrechts gibt es noch die Justice of the Peace Courts, die unterhalb der Sheriff Courts anzuordnen sind.
Sheriff ist ein altes schottisches Amt der Rechtspflege. Heute werden die Richter an einem Sheriff Court als Sheriff bezeichnet.
Sie sind jeweils für einen Sheriffdom genannten Gerichtsbezirk zuständig. 1975 wurde Schottland in insgesamt sechs solcher Gerichtsbezirke unterteilt:
- Glasgow und Strathkelvin
- Grampian, Highland und Islands
- Lothian und Borders
- North Strathclyde

- South Strathclyde, Dumfries und Galloway

- Tayside, Central und Fife

Die Sheriffs werden auf Empfehlung des Premierministers, der wiederum Empfehlungen von Seiten des First Ministers von Schottland erhält, vom König ernannt.